# شركة وفرة للصناعة والتنمية
شركة وفرة للصناعة والتنمية كان اسمها القديم شركة المنتجات الغذائية هي شركة مساهمة سعودية، تأسست في الثامن عشر من يوليو عام 1989 برأس مال مئتي مليون ريال سعودي ،تمتلك الشركة وتشغل أربعة مصانع حديثة ومتطورة، تنشط الشركة في تصنيع وتعليب وحفظ ومعالجة وتطوير المواد الغذائية وتسويقها داخل وخارج المملكة العربية السعودية، يتبع للشركة شركة جنات للاستثمار الزراعي.